# Blaye-les-Mines
Blaye-les-Mines é uma comuna francesa na região administrativa da Occitânia, no departamento de Tarn. Estende-se por uma área de 8.88 km², e possui 2.965 habitantes, segundo o censo de 2018, com uma densidade de 330 hab/km².